# Subdivisões do Egito
O Egito divide-se administrativamente em 27 províncias (em árabe: محافظات; romaniz.: mohafazat) administradas por governadores (muafiz) nomeados pelo presidente do Egito. Com relação à sua função geográfica, algumas províncias caracterizam-se como uma mistura entre áreas urbanas e rurais. Já outras são apenas urbanas. Ademais, certas províncias, como a do Cairo e a de Alexandria, englobam somente uma cidade.
Como regra geral, as províncias egípcias dividem-se em centros (marcazes, em árabe), exceto pelas províncias totalmente urbanas, como Cairo e Alexandria, que se subdividem em distritos, correspondentes aos bairros das cidades.
A maior parte das províncias do Egito possui uma densidade demográfica de mais de mil habitantes por km², embora as três maiores em área apresentem uma densidade de menos de dois habitantes por km².
Duas novas províncias foram criadas em abril de 2008: Heluã e 6 de Outubro.

## Lista de províncias do Egito
| Nome           | Área (km²) | População (2006) | Capital       |
| -------------- | ---------- | ---------------- | ------------- |
| Dacalia        | 3 471      | 4 985 187        | Almançora     |
| Mar Vermelho   | 203 685    | 288 233          | Hurghada      |
| Buaira         | 10 130     | 4 737 129        | Damanhur      |
| Faium          | 1 827      | 2.512.792        | Faium         |
| Garbia         | 1 942      | 4 010 298        | Tanta         |
| Alexandria     | 2 679      | 4 110 015        | Alexandria    |
| Ismaília       | 1 442      | 942 832          | Ismaília      |
| Guizé          | 85 153     | 6 272 571        | Guizé         |
| Monufia        | 1 532      | 3 270 404        | Xibim Elcom   |
| Minia          | 32 279     | 4 179 309        | Minia         |
| Cairo          | 214        | 7 786 640        | Cairo         |
| Caliubia       | 1 001      | 4 237 003        | Banha         |
| Luxor          | 55         | 451 318          | Luxor         |
| Vale Novo      | 376 505    | 187 256          | Carga         |
| Oriental       | 4 180      | 5 340 058        | Zagazigue     |
| Suez           | 17 840     | 510 935          | Suez          |
| Assuão         | 679        | 1 184 432        | Assuão        |
| Assiute        | 25 926     | 3 441 597        | Assiute       |
| Beni Suefe     | 1 322      | 2 290 527        | Beni Suefe    |
| Porto Saíde    | 72         | 570 768          | Porto Saíde   |
| Damieta        | 589        | 1 092 316        | Damieta       |
| Sinai do Sul   | 33 140     | 149 335          | Tor           |
| Cafrel Xeique  | 3 437      | 2 618 111        | Cafrel Xeique |
| Matru          | 212 112    | 322 341          | Marsa Matru   |
| Quena          | 1 851      | 3 001 494        | Quena         |
| Sinai do Norte | 27 574     | 339 752          | Alarixe       |
| Soague         | 1 547      | 3 746 377        | Soague        |